# Jacques Le Chevallier

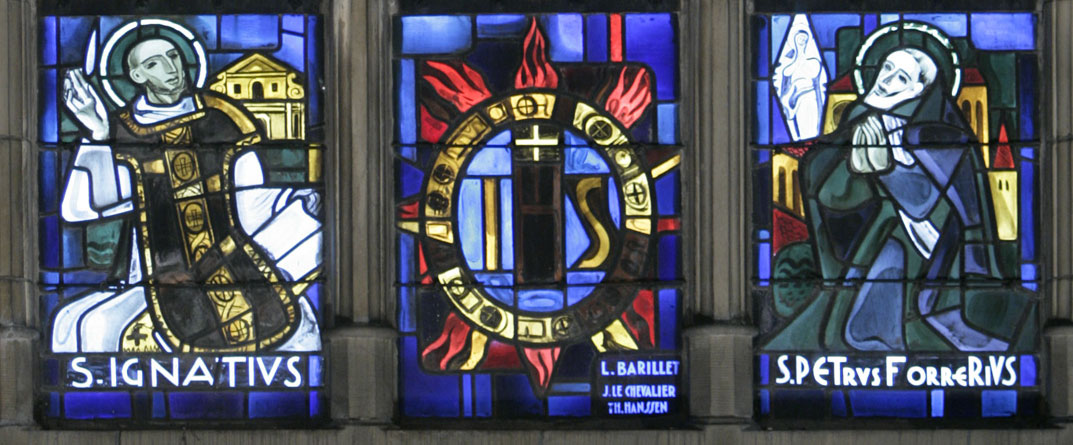
Glas-in-loodraam de kathedraal van Luxemburg.

Jacques Le Chevallier (Parijs, 26 juli 1896 - Fontenay-aux-Roses, 23 april 1987) was een Frans glazenier en kunstschilder. 

## Leven en werk
Jacques Le Chevalliers was een zoon van vertegenwoordiger Léon Le Chevallier en kunstenares en tekenlerares Elisabeth Pillard. In 1911 ging hij naar Parijse École nationale des arts décoratifs (1911-1915), als leerling van Paul Renouard en Eugène Morand. Tijdens de Eerste Wereldoorlog werd hij gemobiliseerd bij de Service de Santé. In 1919 hervatte hij zijn studie. Vanaf 1920 werkte hij als glasschilder op het atelier van Louis Barillet in Parijs. Zij bleven samenwerken tot Le Chevallier in 1946 zijn eigen studio opende in Fontenay-aux-Roses. In 1921 trouwde hij met Jeanne Bourard (1896-1982), net als hij een leerling van de École des arts décoratifs. Zij kregen zeven kinderen.
Le Chevallier schilderde landschappen en aquarellen, die hij zo nu en dan toonde op de Salon d'Automne. In 1925 was hij medeoprichter van de Union des Artistes Modernes, en hij werd in 1930 lid van de Société es artistes décorateurs. Samen met Joseph Pichard en Maurice Rocher reorganiseerde hij in 1948 de door Maurice Denis en George Desvallières opgerichte Ateliers d'art sacré in Parijs tot het Centre 'd Art sacré. Hij was er vanaf 1950 de enige directeur.
In de periode 1927-1932 maakte Le Chevallier experimentele verlichtingsarmaturen in samenwerking met René Koechlin. Zijn armaturen zijn onder meer te zien in de Villa Cavrois en in de museale collecties van het Centre Georges Pompidou, Metropolitan Museum of Art en het Minneapolis Institute of Art.

### Glas in lood
Le Chevallier maakte glas-in-loodramen voor het Franse paviljoen op de Exposition internationale des arts décoratifs et industriels modernes, de wereldtentoonstelling van 1925 in Parijs en voor kerken en gebouwen in België, Duitsland, Frankrijk, Luxemburg en Zwitserland, waaronder de Notre-Dame van Montligeon (1917-1947), de kathedraal van Luxemburg (1937), het stadhuis van Fontenay-sous-Bois (1944), de Église Saint-Pierre in Bourg-Saint-Pierre (1950), de kathedraal van Angers (1957), de Collegiale Onze-Lieve-Vrouw van Dole (1957), de Notre-Dame van Parijs (1965) en de Onze-Lieve-Vrouwekerk in Trier. Het abstracte werk dat hij in 1962 samen met zijn zoon maakte voor de Église Saint-Pierre in Borny (Metz), wordt beschouwd als een van zijn grootste prestaties.
Diverse van Le Chevalliers projecten werden uitgevoerd tijdens de wederopbouw na beide wereldoorlogen. Hij was onder meer chef d'equipe van het team glazeniers dat in 1950-1952 nieuwe ramen maakte voor de tijdens de Tweede Wereldoorlog verwoestte Sint-Willibrordusbasiliek in Echternach, bestaande uit Jean Barillet, Paul Bony, François Gillen, Tony Hagen, Théodore Hanssen, Émile Probst en Gustave Zanter. Vanaf 1952 gaf Le Chevallier les in glas en lood aan de École nationale supérieure des beaux-arts, tot zijn leerlingen behoorden Jean-Marie Martin en Pierre Gessier.
Jacques Le Chevallier overleed op 90-jarige leeftijd.

## Enkele werken
- 1957 Gouden medaille op de Triënnale van Milaan
- 1958 Grand Prix voor het Frans paviljoen op de Expo 58 in Brussel
- 1958 Ridder in het Legioen van Eer
- 1978 Officier in de Orde van Verdienste
- 1980 Grand Prix des métiers d'art van de regio Île-de-France